# 남장현
남장현(베트남어: Huyện Nam Giang / 縣南江)은 베트남 남중부 지방 꽝남성의 현이다.

## 행정 구역
남장현은 1시진, 11사를 관할하고 있다.

### 시진
- 타인미 시진 (Thị trấn Thạnh Mỹ, 盛美市鎭)

### 사
- 까지사 (Xã Cà Dy, 歌夷社)
- 짜발사 (Xã Chà Vàl)
- 라제에사 (Xã La Dêê)
- 라에에사 (Xã La Êê)
- 따브힝사 (Xã Tà Bhing)
- 주오이사 (Xã Zuôih)
- 닥프레에사 (Xã Đắk Pree)
- 닥프링사 (Xã Đắk Pring)
- 따프어사 (Xã Tà Pơơ)
- 쯔쭌사 (Xã Chơ Chun, 諸墫社)
- 닥또이사 (Xã Đắk Tôi, 得遂社)